# Jelena Karleuša
Jelena Karleuša (srbsky: Јелена Карлеуша; * 17. srpna 1978 Bělehrad) je srbská zpěvačka, často nazývaná "srbská Lady Gaga". Bývá řazena k žánru turbofolk. Debutové album vydala roku 1995. V letech 2015 až 2021 byla porotkyní v srbské televizní talentové show Zvezde Granda. Je druhou nejsledovanější srbskou osobností na Instagramu, po tenistovi Novaku Djokovićovi. Píše také sloupky do srbského bulvárního deníku Kurir, v nichž mj. silně podporuje práva homosexuálů. Byla velkou oponentkou srbského politika Aleksandara Vučiće, pak ho však nečekaně začala podporovat. Vedla několik soudních sporů s jinou srbskou pop hvězdou, Cecou. Od roku 2016 je vegetariánkou. Označuje se za ateistku. Jejím bývalým manželem je srbský fotbalový reprezentant Duško Tošić. Vzali se roku 2008, ale od roku 2022 žili odděleně. Roku 2024 byli za Duškovi nepřítomnosti rozvedeni. Mají společně dvě dcery - Atinu a Niku.

## Diskografie
- Ogledalce (1995)
- Ženite se momci (1996)
- Veštice, vile (1997)
- Jelena (1998)
- Gili, gili (1999)
- Za svoje godine (2001)
- Samo za tvoje oči (2002)
- Magija (2005)
- JK Revolution (2008)
- Diva (2012)
- Alpha (2023)
- Omega (2023)